# Renate Rudolph
Renate Rudolph, född den 24 november 1949 i Leipzig, är en tidigare östtysk handbollsspelare.
Renate Rudolph spelade först för SC Leipzig och vann DDR mästerskapet 7 gånger 1970-73, 1975-76, and 1978. 1974 vann hon Europacupen med klubben. Hon flyttade sedan till TSC Berlin och vann två DDR-titlar till 1979 och 1980 och dessutom cupvinnarcupen 1979.
Med Östtysklands damlandslag i handboll vann hon guldmedalj vid VM 1978 och vann OS-brons i damernas turnering i samband med de olympiska handbollstävlingarna 1980 i Moskva. Hon spelade 132 landskamper för Östtyskland och gjorde 441 mål i landslaget.